# Touche pas à mon poste
Touche pas à mon poste! (TPMP)  es una emisión de televisión francesa difundida en directo por el canal C8 (antes D8), producida por H2O Productions y dedicada en la actualidad a la televisión y los medios de comunicación. Es presentada generalmente entre las 7:00 p. m. y las 9:00 p. m. ( generalmente hasta las 9:15 p. m.) por Cyril Hanouna de lunes a jueves (ocasionalmente por Benjamin Castaldi los viernes). Los viernes es remplazada por TPMP People. Originalmente difundida por France 4 los jueves en segunda parte de la noche, el 1 de abril de 2010 fue transferida al canal televisivo C8

## Concepto

Logotipo temporada 9

El título de la emisión es un juego de palabras con el eslogan SOS Racisme , «Touche pas à mon pote », Cyril Hanouna, militante de esta asociación y con el permiso del presidente de la misma Dominique Sopo tomó prestado el nombre. Presentado por Hanouna con un equipo de columnistas, esta emisión propone debatir y discutir acerca de los programas de televisión y las polémicas suscitadas por algunos de ellos, cortando los videos y convirtiéndolo todo en emisiones humorísticas. Entre las diferentes rubricas propuestas por la emisión, hay una serie de sucesos totalmente previstos o totalmente improvisados , por el animador, los columnistas o incluso el público. Estos sucesos hablan de la actualidad y los programas de televisión que ellos mismos ven.
El lunes 16 de marzo de 2020, debido a las medidas tomadas por el gobierno para luchar contra el coronavirus, la emisión se difunde sin público, en una placa diferente. Desde el 17 de marzo de 2020, Touche pas à mon poste se transmite desde la casa de Cyril Hanouna y para la ocasión toma su título Ce soir chez Baba, con sus columnistas interviniendo con mayor frecuencia a través de FaceTime.

## Producción

### Lugar de grabación
El conjunto de espectáculo ha sido desplazado a múltiples reanudaciones, pasando de La Plaine-Saint-Denis sobre el conjunto L4 a los Studios du Lendit de 2010 al 2011, sobre el conjunto 700 de Studios de Montjoie en 2012 y luego sobre el conjunto B de los Studios de Boulogne en Boulogne-Billancourt, para tener en otra dirección dentro de esa misma ciudad en 2013. Además, sucedió varias veces que un conjunto efímero fuese construido por la ocasión de un plan televisivo y para  Touche pas à mes directs! al final del 2013,  Touche pas à mon Thierry Ardisson ! en marzo del 2014 o Touche pas à mes jeux télés! el mes siguiente. De 2013 al 2016 la emisión se desenvolvía en el conjunto 101 studios de C8 en Boulogne-Billancourt. Desde el año 2016, la emisión es siempre en directo desde los estudios de la Canal Factory ( ex Studios Boulogne de la SFP) en el Canal 8 (estudio utilizado de octubre a diciembre de 2012 en Boulogne-Villancourt y comprado por Vivendi/ Groupo Canal+ en septiembre del 2015 por renombrar los estudios de la Canal Factory). La emisión tiene lugar sobre el conjunto que se usa principalmente para la transmisión de Canal + Canal Football Club (las únicas diferencias son la mesa, las pantallas gigantes detrás del animador y las pantallas que forman un triángulo en la parte superior del tablero ausente), así como algunas emisiones de C8 (Piensa en ello Camille y La Nouvelle Édition). A partir de septiembre de 2017, el espectáculo cambiará de escenario y escenario, y tendrá lugar en los estudios Plateau B de Canal Factory en Boulogne-Billancourt.

#### Genérico
La pieza utilizada para los créditos del espectáculo fue compuesta por el grupo Rinôçérôse.
Desde el anuncio de la partida de Bertrand Chameroy en marzo de 2016 y los muchos asuntos que mezclan a Cyril Hanouna con otras personalidades de PAF, la audiencia del espectáculo comienza a desmoronarse para alcanzar su peor puntuación el 24 de marzo de 2016. Desde octubre de 2015 (excepto los viernes). De hecho, el programa reunió a 1,430,000 espectadores ese día, o el 6,5% del público. Pero el puntaje de las amas de casa no es despreciable (12,7% de las mujeres menores de 50 responsables de compras (FRDA-50)). Después de unos días de estabilidad, el espectáculo se encuentra nuevamente en su punto más bajo en 2016 (5 de abril de 2016). De hecho, reunió a 1.380.000 espectadores, o el 6,6% del público. El espectáculo alcanza su peor puntuación desde octubre de 2015.

## Audiencia
Al 22 de abril de 2010, menos de un mes después de su lanzamiento el 1 de abril de 2010, el programa ya está experimentando cierto éxito en un canal de tamaño mediano como Francia 4. Federa un promedio de 276,000 personas para una audiencia de 2,2%, que es el primer récord de audiencia de la audiencia. El 10 de junio de 2010, se batió el récord con 281,000 espectadores para una participación de audiencia del 2,3%. Cyril Hanouna, rodeado por sus cronistas de la época Élodie Gossuin, Christophe Carrière, Jean-Michel Mayor, Tanguy Pastureau y Thierry Moreau, recibió a Michel Cymes.
En France 4, el programa se mantuvo en el aire durante tres temporadas. El primero de abril a junio de 2010; el segundo de septiembre de 2010 a junio de 2011 y el tercero y el último en el servicio público de septiembre de 2011 a finales de mayo de 2012. El programa ha experimentado un fuerte aumento en sus audiencias desde su lanzamiento. Es uno de los programas de medios más vistos.
La cuarta temporada estuvo marcada por la llegada del programa en el nuevo canal D8 y, por primera vez, se transmite en vivo. El primer programa de la temporada se emitió el lunes 8 de octubre de 2012 y atrajo a 498,000 espectadores para el 3.0% de PDA.
Para su regreso el 1 de septiembre de 2014, el programa reúne a 1.1 millones de espectadores, pero, debido a las vacaciones escolares y al buen clima, pierde a algunos espectadores, hasta el viernes 5 de septiembre de 2014 a 710 000 espectadores. Desde entonces, el programa ha vuelto rápidamente a sus colores, vinculando los registros a los registros durante el mes de octubre para alcanzar un promedio de 1,225,600 espectadores y el 5,7% de PDM para la semana del 27 de octubre de 2014 al 31 de octubre de 2014. El récord se rompió la semana siguiente, del 3 de noviembre de 2014 al 7 de noviembre de 2014, con 1,433,600 espectadores y un promedio de PDM de 6.38%. El número récord de espectadores de la temporada fue el 5 de noviembre de 2014 con 1.522.000 espectadores y un 6,8% de PDM. El show del jueves 6 de noviembre de 2014 batió el récord histórico del récord con 1,636,000 espectadores y el 7.2% de PDM. El entretenimiento rompe un nuevo récord histórico unos días después al regresar a "The Nabilla Affair", sospechoso de haber apuñalado a su compañero el miércoles 12 de noviembre de 2014 con 1,750,000 espectadores y el 7.6% de PDM. Desde ese registro, el espectáculo atrae regularmente a 1,400,000 espectadores93. Cyril Hanouna y su equipo batieron su récord de 2015 el miércoles 18 de marzo de 2015 con 1,607,000 espectadores y el 7.3 % de PDM (récord —en tst.—  el 26 de octubre de 2015, con 1 645 000 espectadores para el 7 % de PDM).
| Tabla de récords de audiencias | Tabla de récords de audiencias | Tabla de récords de audiencias | Tabla de récords de audiencias                           | Tabla de récords de audiencias | Tabla de récords de audiencias | Tabla de récords de audiencias |
| Canal                          | Presentación                   | temporada                      | Fecha                                                    | Audiencia media                | Audiencia media                | Referencias                    |
| Canal                          | Presentación                   | temporada                      | Fecha                                                    | Número de telespectadores      | PDM                            | Referencias                    |
| ------------------------------ | ------------------------------ | ------------------------------ | -------------------------------------------------------- | ------------------------------ | ------------------------------ | ------------------------------ |
| D8                             | Cyril Hanouna                  | 4                              | Jueves 13 de junio de 2013 (semanal)                     | 670 000                        | 6,2 %                          | 85                             |
| D8                             | Cyril Hanouna                  | 7                              | Lunes 29 de febrero de 2016                              | 1 975 000                      | 8,1 %                          | 99                             |
| D8                             | Cyril Hanouna                  | 7                              | Jueves 21 de abril de 2016                               | 2 032 000                      | 9,7 %                          | 100                            |
| D8                             | Julien Courbet                 | 7                              | Viernes 29 de enero de 2016 (emisión del viernes)        | 1 234 000                      | 5,7 %                          | 101                            |
| D8                             | Julien Courbet                 | 7                              | Martes 28 de junio de 2016 (emisión de verano)           | 1 302 000                      | 6,5 %                          | 102                            |
| C8                             | Cyril Hanouna                  | 8                              | Lunes 2 de enero de 2017                                 | 1 820 000                      | 7,1 %                          | 103                            |
| C8                             | Cyril Hanouna                  | 8                              | Martes 7 de febrero de 2017 (TPMP : c'est que du kiff !) | 2 014 000                      | 7,8 %                          | 104                            |
| C8                             | Cyril Hanouna                  | 9                              | Lunes 2 de abril de 2018 (TPMP ! : primera parte)        | 1 200 000                      | 5,3%                           |                                |
| C8                             | Cyril Hanouna                  | 9                              | Lunes 2 avril 2018                                       | 1 506 000                      | 5,8%                           |                                |
| C8                             | Benjamin Castaldi              | 9                              | Viernes 13 de abril de 2018 (TPMP ! "Para todos")        | 744 000                        | 4%                             |                                |

## Versiones extranjeras
El formato de televisión creado en su totalidad en Francia se ha exportado a cinco países de todo el mundo, la mayoría de los cuales son de origen francés.
| País    | Nombre de la emisión     | Canales            | Presentadores                    | Primera difusión        |
| ------- | ------------------------ | ------------------ | -------------------------------- | ----------------------- |
| Argelia | J8اليوم الثامن           | Echourouk TV       | Farah Yasmine Nia                | 2017                    |
| Bélgica | Touche pas à mon poste ! | Plug RTL           | - Cyril Hanouna - Julien Courbet | 2 de septiembre de 2013 |
| Italia  | Sbandati                 | Rai 2              | Gigi & Ross                      | 4 de octubre de 2016    |
| Líbano  | Menna w Jerrمنا و جر     | Murr TV            | Pierre Rabbat                    | 31 de diciembre de 2015 |
| Túnez   | Omour Jeddiaأمور جدية    | El Hiwar El Tounsi | ?                                | 2016                    |